# 비엣어파

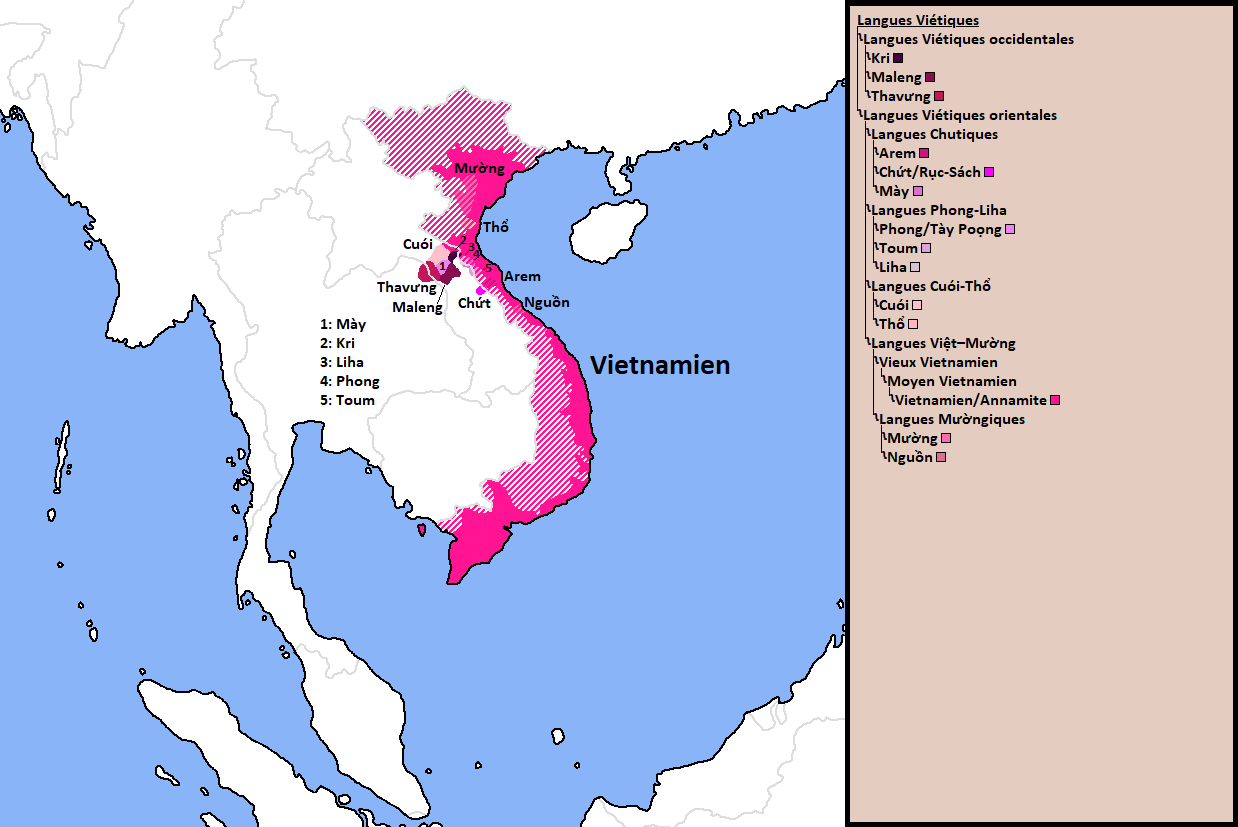
비엣어파 언어의 지리적 분포

비엣어파(Vietic)는 오스트로아시아어족의 한 분파로, 베트남어와 므엉어를 대표적으로 포함한다. 베트남어는 형태론적으로 중국어나 타이어와 닮은 특징을 보이며 중국어 유래의 차용 어휘가 많은 등 다른 오스트로아시아어족의 언어들과는 다른 특징들을 보이나, 많은 학자들은 이를 계통의 연관이 아닌 언어 접촉에 의한 것으로 보고 있다.

## 언어
다음 분류는 Chamberlain (2003:422)의 분류를 Sidwell (2009:145)에서 인용한 것에 기반한다.
- 비엣-므엉어군(Viet-Muong): 베트남어, 므엉어, 응우온어
- 꾸오이어(Cuoi)
- 타븡어(Thavung)
- 쯧어(Chut)
- 말렝어(Maleng)
- 크리어(Kri)